# سیچلاید موگا
سیچلاید موگا با نام علمی Hypsophrys nicaraguensis ، گونه ای از سیچلایدها است که بومی حوزه آبریز اقیانوس اطلس در آمریکای مرکزی از نیکاراگوئه تا کاستاریکا است .  این گونه یک ماهی آکواریومی محبوب است و با نام‌های مختلفی  که عبارتند از: سیچلاید نیکاراگوئه ، سیچلاید طوطی ، سیچلاید ماکائو ، سیچلاید پروانه‌ای و نیکاراگوئنس خرید و فروش می‌شود .  در کاستاریکا به عنوان ویه‌جا شناخته می شود.